# Paramesosella
Paramesosella – rodzaj chrząszczy z rodziny kózkowatych i podrodziny zgrzypikowych. 

## Zasięg występowania
Przedstawiciele tego rodzaju występują w Azji Południowo-Wschodniej oraz na Półwyspie Indyjskim.

## Systematyka
Do Paramesosella należy 9 gatunków:
- Paramesosella affinis
- Paramesosella alboplagiata
- Paramesosella chassoti
- Paramesosella fasciculata
- Paramesosella gigantea
- Paramesosella maxima
- Paramesosella plurifasciculata
- Paramesosella stheniformis
- Paramesosella sthenioides